# Gehad Grisha

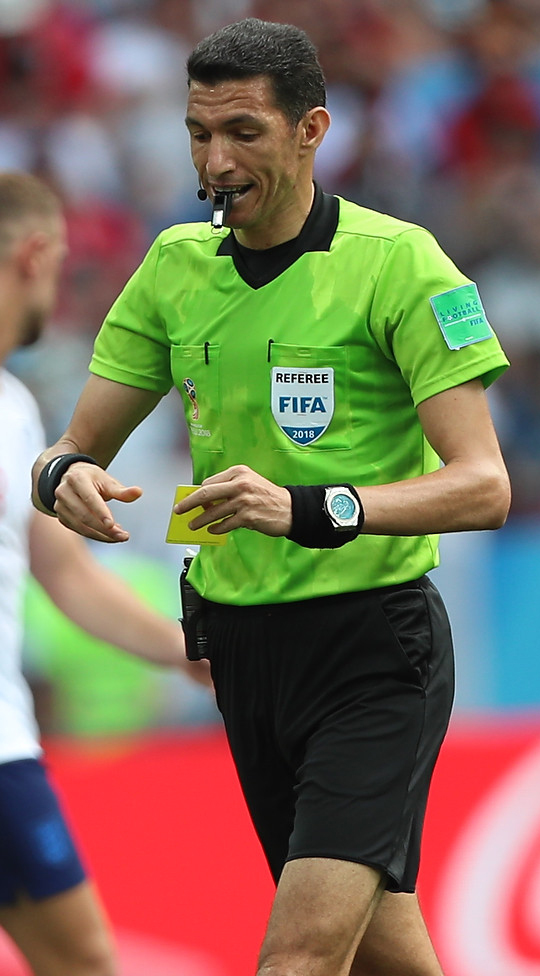
Gehad Grisha während der Weltmeisterschaft 2018

Gehad Grisha, auch Ghead Zaglol Grisha (arabisch جهاد جريشة, DMG Ǧihād Ǧrīša; * 29. Februar 1976 in Kairo), ist ein ägyptischer Fußballschiedsrichter.

## Karriere
Grisha ist seit 2008 FIFA-Schiedsrichter. Er wurde beim Afrika-Cup 2015 und 2017 eingesetzt. Anfang 2018 wurde er von der FIFA als einer von insgesamt 36 Schiedsrichtern für die Fußball-Weltmeisterschaft 2018 ausgewählt.
Nach umstrittenen Entscheidungen im Final-Hinspiel der CAF Champions League 2018/19 zwischen Titelverteidiger Espérance Tunis und Wydad Casablanca, darunter ein aberkanntes Tor und ein nicht-gegebener Elfmeter für Casablanca, wurde Grisha im Mai 2019 vom afrikanischen Fußballverband CAF wegen einer „schwachen Leistung“ für sechs Monate gesperrt. Die Sperre wurde kurz vor Turnierbeginn des Afrika-Cups 2019 aufgehoben, sodass Grisha nachträglich der Schiedsrichter-Liste hinzugefügt wurde.

## Einsätze
- Afrika-Cup 2015 in Äquatorialguinea:

| Phase            | Datum         | Spielort | Heimmannschaft | Gastmannschaft   | Ergebnis |
| ---------------- | ------------- | -------- | -------------- | ---------------- | -------- |
| Gruppenphase     | 18. Jan. 2015 | Ebebiyín | Sambia         | DR Kongo         | 1:1      |
| Spiel um Platz 3 | 7. Feb. 2015  | Malabo   | DR Kongo       | Äquatorialguinea | 4:2      |

- Olympisches Fußballturnier 2016 in Rio de Janeiro

| Phase         | Datum         | Spielort          | Heimmannschaft | Gastmannschaft | Ergebnis |
| ------------- | ------------- | ----------------- | -------------- | -------------- | -------- |
| Gruppenphase  | 7. Aug. 2016  | Salvador da Bahia | Fidschi        | Mexiko         | 1:5      |
| Viertelfinale | 13. Aug. 2016 | Belo Horizonte    | Südkorea       | Honduras       | 0:1      |

- Afrika-Cup 2017 in Gabun:

| Phase        | Datum         | Spielort   | Heimmannschaft | Gastmannschaft | Ergebnis |
| ------------ | ------------- | ---------- | -------------- | -------------- | -------- |
| Gruppenphase | 14. Jan. 2017 | Libreville | Gabun          | Guinea-Bissau  | 1:1      |

- Fußball-Weltmeisterschaft 2018 in Russland:

| Phase        | Datum         | Spielort         | Heimmannschaft | Gastmannschaft | Ergebnis |
| ------------ | ------------- | ---------------- | -------------- | -------------- | -------- |
| Gruppenphase | 24. Juni 2018 | Nischni Nowgorod | England        | Panama         | 6:1      |

- Afrika-Cup 2019 in Ägypten:

| Phase            | Datum         | Spielort | Heimmannschaft | Gastmannschaft | Ergebnis |
| ---------------- | ------------- | -------- | -------------- | -------------- | -------- |
| Gruppenphase     | 1. Juli 2019  | Kairo    | Kenia          | Senegal        | 0:3      |
| Spiel um Platz 3 | 17. Juli 2019 | Kairo    | Tunesien       | Nigeria        | 0:1      |